# Cubo de Necker

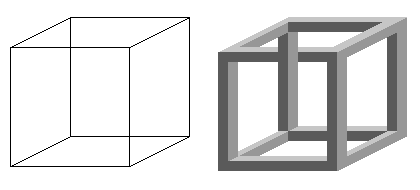
Cubo de Necker (esquerda) e cubo impossível inspirado no cubo de Necker (direita).

Cubo de Necker é um cubo que fornece uma imagem interpretada pelo cérebro como uma ilusão de ótica. Foi publicado pela primeira vez em 1832 por Louis Albert Necker.